# Simulium jinbianense
Simulium jinbianense är en tvåvingeart som beskrevs av Zhang och Chen 2004. Simulium jinbianense ingår i släktet Simulium och familjen knott. Inga underarter finns listade i Catalogue of Life.